# Renault R31
De Renault R31 is een Formule 1-auto, die in 2011 werd gebruikt door het Formule 1-team van Renault.

## Onthulling
De R31 werd op 31 januari 2011 onthuld op het Circuit Ricardo Tormo. De kleurstelling van de wagen werd op 13 januari al onthuld.
Red Bull RB7 ·
McLaren MP4-26 ·
Ferrari 150° Italia ·
Mercedes MGP W02 ·
Renault R31 ·
Williams FW33 ·
Force India VJM04 ·
Sauber C30 ·
Toro Rosso STR6 ·
Lotus T128 ·
HRT F111 ·
Virgin MVR-02